# Trentepohlia delectabilis
Trentepohlia delectabilis là một loài ruồi trong họ Limoniidae. Chúng phân bố ở miền Australasia.